# Кевін Фолконер
Кевін Фолконер (англ. Kevin Faulconer; нар. 24 січня 1967, Окснард, Каліфорнія) — американський політик-республіканець, мер Сан-Дієго з 3 березня 2014.
Фолконер був членом міської ради Сан-Дієго з січня 2006 по березень 2014.
Закінчив Університет штату Каліфорнія в Сан-Дієго у 1990 році. Одружений, має двох дітей. Працював у «NCG Porter Novelli» і «Mission Bay Park Committee». У 2002 році невдало намагався стати членом міськради Сан-Дієго.